# Cyrestis oebasius
Cyrestis oebasius är en fjärilsart som beskrevs av Hans Fruhstorfer 1913. Cyrestis oebasius ingår i släktet Cyrestis och familjen praktfjärilar. Inga underarter finns listade i Catalogue of Life.